# Arcytophyllum cachirense
Arcytophyllum cachirense är en måreväxtart som först beskrevs av Gustav Karl Wilhelm Hermann Karsten, och fick sitt nu gällande namn av Karl Moritz Schumann. Arcytophyllum cachirense ingår i släktet Arcytophyllum och familjen måreväxter. Inga underarter finns listade i Catalogue of Life.